# Vytautas Mockaitis
Vytautas Mockaitis (* 18. November 1958 in Saulažoliai, Rajongemeinde Klaipėda; † 24. Februar 2011 in Telšiai) war ein litauischer Skulptor, Medaillist und Juwelier, Professor.

## Leben
1984 absolvierte er das Technikum für angewandte Kunst Telšiai und 1990 das Studium an der Kunstuniversität Tallinn in Estland.
Von 1992 bis 1998 lehrte er an der höheren Schule für angewandte Kunst Telšiai, von 1994 bis 1996 war Leiter der Abteilung für Metall, ab 1998 lehrte an der Kunstfakultät der Kunstakademie Vilnius, ab 2004 Leiter der Abteilung für Metall, ab 2003 Dozent (docentas). Von 1996 bis 1997 bildete er sich weiter in Kautokeino Norwegen.
Er schafft aus Metallplastik. Seit 2000 war er Mitglied von International Art Medal Federation (FIDEM). Ab 1990 hatte er Ausstellungen in Litauen und im Ausland. Seine Werke haben Litauisches Kunstmuseum, Žemaičių muziejus Alka in Telšiai, Niederlitauisches Kunstmuseum in Plungė. Er gab einige methodische Mittel heraus.

## Werke
- „Memento mori su vynu Caberne“, 2001
- „Tualetinis stalelis su naktiniu drugiu“, 2002
- Mutter und Sohn // „Motina ir sūnus“, 2002
- „Skraidantis objektas su varle“, 2002
- „Rėtis“, 2005
- „Gelmė“, 2005
- Brunnen // „Šulinys“, 2005

Medaille
- „St. Darius, St, Girėnas. Atlanto nugalėtojai“, 2003
- „Kino meno pradininkai. Ogiustas ir Louisas Liumjerai“, 2004
- „Baltosios lazdelės diena. Spalio 15“, 2004
- „Pasaulinė Žemės diena. Kovo 23“, 2005
- „Žudynės Rainiuose. 1941 m. birželio 24–25“, 2005
- „Mėnulyje pateka Žemė“, 2007
- „Marionetė“, 2007
- „Autoportretas“, 2008
- „Vl. Montvydas–Žemaitis. Žemaičių apygardos vadas“, 2008
- „Lietuva iš paukščio skrydžio“, 2008.

## Bibliografie
- Gintaras taikomojoje dailėje. Projektavimas, morfologija, technologija, 2002 m.
- Emalio technika taikomojoje dailėje, 2002 m.